# Reepenia bidentata
Reepenia bidentata is een vliesvleugelig insect uit de familie Halictidae. De wetenschappelijke naam van de soort is voor het eerst geldig gepubliceerd in 1863 door Smith.